# Picornaviridae
Picornaviridae es una familia de virus infecciosos para animales. Contienen un genoma ARN monocatenario positivo y por lo tanto se incluyen en el Grupo IV de la Clasificación de Baltimore. El genoma ARN es inusual porque tiene una proteína en el terminal 5' que se utiliza como iniciador de la transcripción por la ARN polimerasa. El nombre se deriva de "pico", que significa  pequeño, con lo que "picornavirus" significa literalmente "virus ARN pequeños". Presentan una cápside carente de envoltura viral y estructuralmente definida por una simetría icosaédrica, de un tamaño de 22 a 30 nm; y por ensamblar los viriones maduros en el citoplasma como compartimento celular.
Los picornavirus incluyen importantes patógenos para humanos y animales. Las enfermedades que causa son variadas, como el resfriado común, poliomielitis e infecciones crónicas en el ganado. Dos categorías principales son los Enterovirus y Rhinovirus.
Los Enterovirus infectan al tracto entérico, mientras que los Rhinoviruses infectan principalmente nariz y garganta. Los primeros se replican a 37 °C, mientras que los segundos crecen mejor a 33 °C, ya que esta es la temperatura inferior de la nariz. Los Enterovirus son estables bajo condiciones ácidas y, por tanto, son capaces de sobrevivir a la exposición al ácido gástrico. Por el contrario, los Rhinoviruses son inestables al ácido y por esta razón se limitan a nariz y garganta.

## Estructura
La cápside es un arreglo de 60 protómeros en una estructura icosaédrica altamente empaquetada. Cada protómetero consta de 4 polipéptidos denominados VP (proteínas virales) 1, 2, 3 y 4. Todos estos polipéptidos VP se originan a partir de un protómero denominado VP0 que se divide para dar lugar a los diferentes componentes de la cápside. La estructura icosaédrica tiene un número de triangulación 3 puesto que cada uno de los 60 triángulos que componen la cápside se construyen con 3 pequeños triángulos con una subunidad en la esquina.
Dependiendo del tipo y el grado de deshidratación de la partícula viral el diámetro mide alrededor de 27-30 nm de diámetro. El genoma viral tiene una longitud de alrededor de 2500 nm, por lo que podemos concluir que debe estar perfectamente embalado dentro de la cápside junto con sustancias tales como iones de sodio, a fin de cancelar las cargas negativas del ARN causadas por los grupos del fosfato.

## Genoma
Los picornavirus contienen un único filamento de ARN de sentido positivo de longitud comprendida entre 7,2 y 9,0 kb de longitud. Como la mayoría de los genomas de ARN de sentido positivo, el material genético por sí solo es infeccioso, aunque mucho menos virulento que si figura dentro de la partícula viral. El genoma es del mismo sentido que el ARNm de los mamíferos, siendo leído desde el extremo 5' al 3'. Al igual que estos, tiene una cola de poli A en el extremo 3'. Sin embargo, a diferencia del ARNm de los mamíferos, los picornavirus no tienen un cap en el extremo 5', sino una proteína codificada viralmente denominada VPg.
Hay una región no-traducible (UTR) en ambos extremos del genoma de los picornavirus. El UTR 5' es mayor, en torno al 600-1200 nucleótidos de longitud, en comparación con el UTR 3', que es de alrededor de 50-100.  Se cree que el UTR 5' es importante en la traducción y el 3' la síntesis de la cadena negativa. Sin embargo, el extremo 5' puede también tener un papel en la virulencia del virus. El resto del genoma codifica proteínas estructurales en el extremo 5' y proteínas no estructurales en el extremo 3' en una única poliproteína.
Experimentos del tipo de curva de crecimiento de un solo paso, han permitido a los científicos ver la replicación de los picornaviruses en gran detalle.  La replicación completa se produce en el citoplasma de la célula huésped y la infección puede ocurrir incluso en células que no contienen un núcleo (células anucleadas) y en las tratadas con actinomicina D (este antibiótico inhibe la replicación viral, si esta se produce en el núcleo).

## Replicación
La partícula viral se une a los receptores de la superficie celular. Esto provoca un cambio conformacional en las proteínas de la cápside viral y se liberan ácidos mirísticos. Estos ácidos forman un poro en la membrana celular a través del cual se inyecta el ARN. Una vez dentro de la célula, el ARN se libera de la cubierta y la cadena positiva se replica a través de un ARN intermedio de doble cadena que se forma usando RDRP viral (ARN polimerasa dependiente del ARN). La traducción por los ribosomas de la célula huésped no es iniciada por un cap 5' G como es usual, sino que se inicia por un IRES (punto de entrada al interior de la ribosoma).
El ciclo de vida del virus es muy rápido con todo el proceso de replicación completado en una media de 8 horas. Sin embargo, sólo 30 minutos después de la infección inicial, la síntesis de proteínas celulares disminuye casi a cero, esto es, se "desconecta". En las próximas 1-2 horas hay una pérdida de marginación de cromatina y homogeneidad en el núcleo, antes de que las proteínas virales comiencen a ser sintetizadas y aparezca una vacuola cerca del núcleo que poco a poco comienza a extenderse cuando la infección llega a alrededor de 3 horas. Después de este tiempo, la membrana plasmática celular se vuelve permeable, y a las 4-6 horas las partículas del virus se ensamblan y pueden a veces verse en el citoplasma. En alrededor de 8 horas, la célula está efectivamente muerta y se lisa para liberar las partículas virales.

## Géneros
Se han descrito los siguientes géneros:
- Aalivirus
- Ailurivirus
- Ampivirus
- Anativirus
- Aphthovirus
- Aquamavirus
- Avihepatovirus
- Avisivirus
- Boosepivirus
- Bopivirus
- Cardiovirus
- Cosavirus
- Crahelivirus
- Crohivirus
- Dicipivirus
- Diresapivirus
- Enterovirus
- Erbovirus
- Gallivirus
- Gruhelivirus
- Grusopivirus
- Harkavirus
- Hemipivirus
- Hepatovirus
- Hunnivirus
- Kobuvirus
- Kunsagivirus
- Limnipivirus
- Livupivirus
- Ludopivirus
- Malagasivirus
- Megrivirus
- Mischivirus
- Mosavirus
- Mupivirus
- Myrropivirus
- Orivirus
- Oscivirus
- Parabovirus
- Parechovirus
- Pasivirus
- Passerivirus
- Poecivirus
- Potamipivirus
- Rabovirus
- Rafivirus
- Rohelivirus
- Rosavirus
- Sakobuvirus
- Salivirus
- Sapelovirus
- Senecavirus
- Shanbavirus
- Sicinivirus
- Symapivirus
- Teschovirus
- Torchivirus
- Tottorivirus
- Tremovirus
- Tropivirus

## Especies
Algunas especies de la familia se muestran en la siguiente tabla:
| Géneros | Especie (* = especie tipo)            | Serotipos |
| Enterovirus (EV) | Enterovirus bovino (BEV)              | BEV-1, BEV-2 |
| Enterovirus (EV) | Enterovirus humano A                  | 17 serotipos incluyendo virus coxsackie A y enterovirus                                                                                  |
| Enterovirus (EV) | Enterovirus humano B                  | 56 serotipos incluyendo enterovirus, virus coxsackie B, echovirus y virus de la enfermedad vesicular porcina                             |
| Enterovirus (EV) | Enterovirus humano C                  | 13 serotipos incluyendo enterovirus y virus coxsackie A1                                                                                 |
| Enterovirus (EV) | Enterovirus humano D                  | EV-68, EV-70, EV-94 |
| Enterovirus (EV) | Poliovirus (PV) *                     | PV-1 (cepa Mahoney), PV-2 (cepa Lansing), PV-3 (P3/Leon/37)                                                                              |
| Enterovirus (EV) | Enterovirus porcino (PEV) A           | PEV-8 |
| Enterovirus (EV) | Enterovirus porcino B                 | PEV-9, PEV-10 |
| Enterovirus (EV) | Enterovirus A del simio               | SEV-A1 |
| Rhinovirus | Rhinovirus humano A *                 | 74 serotipos |
| Rhinovirus | Rhinovirus humano B                   | 25 serotipos |
| Hepatovirus | Virus de la hepatitis A *             | Virus de la hepatitis A humano, virus de la hepatitis A del simio                                                                        |
| Hepatovirus | Virus de a encefalomielitis aviar     | |
| Cardiovirus | Virus de la encefalomiocarditis *     | Virus Columbia SK, virus Maus Elberfeld, Mengovirus                                                                                      |
| Cardiovirus | Theilovirus                           | Virus de la encefalomielitis murina de Theiler, virus de la encefalomielitis humana de Vilyuisk, virus de la encefalomielitis de la rata |
| Aphthovirus | Virus de la fiebre aftosa *           | |
| Aphthovirus | Virus de la rinitis equina A (ERAV)   | |
| Parechovirus | Parechovirus humano (HPeV) *          | HPeV-1, HPeV-2, HPeV-3 |
| Parechovirus | Virus Ljungan                         | Parechovirus del roedor |
| Erbovirus | Virus de la rinitis equina B (ERBV) * | ERBV-1, ERBV-2 |
| Kobuvirus | Virus Aichi *                         | |
| Kobuvirus | Kobuvirus bovino                      | |
| Teschovirus | Teschovirus porcino *                 | |
| Tremovirus | Virus de la encefalomielitis aviar *  | |
| Fuentes - «Picornaviridae». Medical Subject Headings (MeSH). National Library of Medicine. Consultado el 3 de septiembre de 2007. - «Picornavirus». Institute for Animal Health. Consultado el 3 de septiembre de 2007. - Büchen-Osmond, C., ed. (2006). «ICTVdB - The Universal Virus Database, version 4». Columbia University, New York, USA. - Kahn, Cynthia M.; Line, Scott, eds. (02-08-2005), «Porcine Enteroviral Encephalomyelitis», The Merck Veterinary Manual (9th edición), Merck & Co., ISBN 0-911910-50-6. |                                       | |